# Nationale (metrostation)
Nationale is een station van de metro in Parijs langs metrolijn 6 in het 13e arrondissement. Het station ligt bovengronds op een viaduct op de Boulevard Vincent Auriol.
Het station is genoemd naar de nabijgelegen Rue Nationale, waarvan de naam is afgeleid van de Garde nationale, een burgerlijke militie die is ontstaan tijdens de Franse Revolutie.

## Geschiedenis
Het station werd geopend op 1 maart 1909 bij de opening van metrolijn 6 tussen station Place d'Italie en station Nation.

## Aansluitingen
- RATP-busnetwerk: een lijn
- Noctilien: een lijn

Charles de Gaulle - Étoile · Kléber · Boissière · Trocadéro · Passy · Bir-Hakeim · Dupleix · La Motte-Picquet - Grenelle · Cambronne · Sèvres - Lecourbe · Pasteur · Montparnasse - Bienvenüe · Edgar Quinet · Raspail · Denfert-Rochereau · Saint-Jacques · Glacière · Corvisart · Place d'Italie · Nationale · Chevaleret · Quai de la Gare · Bercy · Dugommier · Daumesnil · Bel-Air · Picpus · Nation
- Virtual International Authority File: 153496416